# Storstad
Le Storstad était un navire charbonnier norvégien construit à Newcastle upon Tyne en Angleterre en 1910. Le vaisseau appartenait à un armateur norvégien du nom de A. F. Klaveness. Il faisait 135 mètres (445 pieds) de long pour 17,5 mètres (58 pieds) de large.
Le 8 mars 1917 il fut torpillé et coulé par le sous-marin allemand U-62 au nord de l'Irlande. 51° 20′ N, 11° 50′ O

## Caractéristiques
Il s'agissait d'un navire moderne et assez imposant pour l'époque, comptant trois ponts et jaugeant 6 000 tonneaux. Ces dimensions étaient de 135 mètres (445 pieds) de long pour 17,5 mètres (58 pieds) de large. La coque du Storstad était construite selon le principe « longitudinal Isherwood », une méthode de construction navale dans laquelle les poutres d'acier qui soutiennent le bordage d'un navire vont de la poupe à la proue. Son étrave était très droite et renforcée pour la navigation à travers les glaces. Lorsque le charbonnier transportait une lourde cargaison, son étrave, tranchante comme un ciseau à froid, s'enfonçait alors de près de huit mètres sous la ligne de flottaison augmentant encore le risque lors d'une collision. Le danger que représente le Storstad, compte tenu de ces caractéristiques de construction, était réel. Il était une menace en cas d'abordage, et ce même lorsqu'il était lourdement chargé et conséquemment très ralenti.

## Histoire

### Construction et carrière commerciale
Le Storstad était un charbonnier norvégien construit dans les chantiers navals Armstrong Whitworth de Newcastle upon Tyne en Angleterre en 1910. Il appartenait à un armateur norvégien du nom de A. F. Klaveness, ce qui était très bien identifié par la présence de deux immenses « K » peints en blanc de chaque côté de la grande cheminée noire du navire. Pendant la période estivale le Storstad était surtout utilisé pour le transport du charbon entre le Cap-Breton et les ports du Québec situés sur le Saint-Laurent. Pendant l'hiver son affréteur l'utilisait pour le transport du minerai de fer entre Terre-Neuve et le Cap-Breton. Cependant, il pouvait arriver que le navire soit utilisé l'hiver dans les mers plus chaudes du sud ou de la Méditerranée, ce qui fut le cas lors de l'hiver de 1914.

### Collision avec l’Empress of Ireland

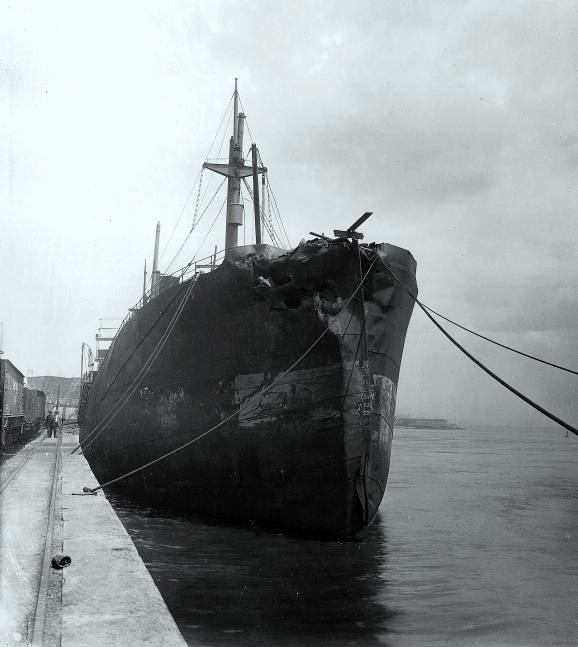
Proue endommagée du Storstad, Canadian Vickers, Montréal, QC, 1914

Le 28 mai 1914, le Storstad est en route vers Montréal en provenance de Sydney (Nouvelle-Écosse), avec un plein chargement de plus de 10 000 tonnes de charbon. Ce lourd chargement fait en sorte d'augmenter le tirant d'eau du navire à 7,5 mètres et ses bordés ne dépassent alors l'eau que de 1,20 mètre. Toujours en raison de son lourd chargement, il lui est impossible de dépasser une vitesse de dix nœuds (19 km/h).
Vers 21 h 30, le capitaine du navire, Thomas Andersen, se retire dans sa cabine en compagnie de sa femme. Il laisse le commandement aux soins d'Alfred Toftenes, le second officier, qui doit le réveiller à six milles de Pointe-au-Père ou en cas de brume. Sur la passerelle du charbonnier, cinq hommes sur les trente-six membres d'équipage sont en service.
Vers 1 heure 55 minutes du matin, le 29 mai, alors que l’Empress of Ireland vient de dépasser Pointe-au-Père, un banc de brouillard enveloppe les deux navires, et malgré les signaux de communications visuels et sonores qu'ils se sont échangés, le Storstad aborde à bâbord le paquebot Empress of Ireland de la Canadian Pacific Railway Company, au large de Pointe-au-Père, près de Rimouski. Parce qu'il a engagé la marche arrière avant l'abordage et que l’Empress of Ireland avance toujours, le Storstad n'arrive pas à demeurer en place afin d'empêcher l'eau de s'engouffrer par la brèche. L'eau pénètre rapidement dans le paquebot et l’Empress of Ireland coule en seulement 14 minutes, faisant plus d'un millier de morts.

### Suites du naufrage de l’Empress of Ireland
Une commission royale d'enquête instituée le 16 juin 1914 et présidée par John Charles Bigham (Lord Mersey) fut chargée de déterminer à quel navire revenait la responsabilité du naufrage et les raisons pour lesquelles l’Empress of Ireland coula si rapidement. Des semaines de témoignages et des milliers de questions ne parvinrent pas à démontrer de façon claire et nette la responsabilité du drame, mais le commandant du Storstad, Alfred Toftenes, fut blâmé parce qu'il avait tardé à appeler son capitaine par temps de brume. Pendant les travaux de la commission royale, l'équipage du Storstad maintint la position officielle qu'il avait observé les règles concernant le droit de passage en mer. Le Storstad déposa lui-même une poursuite contre l'armateur de l’Empress of Ireland affirmant que l'équipage de ce dernier avait fait preuve de négligence dans sa façon de naviguer.
Une enquête menée par les Norvégiens libéra le Storstad de toute responsabilité, blâmant plutôt le capitaine Henry Kendall, de l’Empress of Ireland, pour violation des règles de navigation en ne croisant pas l'autre navire bâbord / bâbord.
Dans un procès civil intenté par la Canadian Pacific Steamship Company contre l'armateur du Storstad, A. F. Klaveness & Co, le capitaine du Storstad fut reconnu responsable de l'accident et le navire fut vendu pour 175 000 dollars par l'armateur norvégien afin de payer une partie des dommages, la poursuite de la Canadian Pacific s'élevant à 2 millions de dollars américains.

## Sources
- Bibliothèque et Archives du Canada, RG 12, Transport, vol. 1245, dossier « Empress of Ireland ».
- DécomPresse - Empress of Ireland - Hors série 2005